# Billing And Revenue Management
Billing And Revenue Management (BRM) - system firmy Oracle, służący do naliczania i zarządzania dochodami.
System był rozwijany przez Portal Information Network od 1985 roku jako system do obsługi firm telekomunikacyjnych i dostawców internetu. System został wykupiony w 2006 roku przez firmę Oracle.